# روبرت الد
روبرت الد (بالإنجليزية: Robert Wald)‏ (و. 1947 – م) هو فيزيائي، وعالم فلك من الولايات المتحدة الأمريكية . ولد في مدينة نيويورك . وهو عضواً في الأكاديمية الوطنية للعلوم، والجمعية الفيزيائية الأمريكية، والأكاديمية الأمريكية للفنون والعلوم .

## مناصب وهيئات
أدار جامعة شيكاغو.